# Demande effective

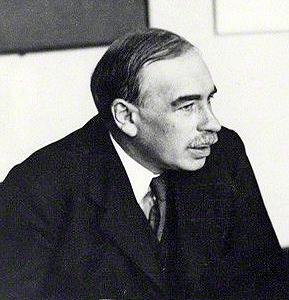
John Maynard Keynes en 1933.

La demande effective, aussi appelée demande anticipée, est le niveau de demande qui est anticipé par les entreprises à partir de leurs prédictions. Notion d'économie, elle est une pierre angulaire des travaux de John Maynard Keynes et du keynésianisme originel.

## Concept
John Maynard Keynes réfute la loi de Say en montrant que l'offre ne crée pas immédiatement une demande égale, et qu'ainsi les entreprises peuvent avoir des difficultés à écouler leur production. Elles doivent donc s'adapter à la demande des ménages afin de ne produire ni trop, ni pas assez. Pour ce faire, elles formulent des anticipations sur la demande effective, c'est-à-dire sur la demande qui devrait avoir effet dans le futur.
Selon Keynes, la demande effective est l'agrégation des anticipations sur les ventes futures, et elle détermine le niveau de production réel. C'est la somme de trois composantes : la consommation finale des ménages et des administrations publiques ; l'investissement ; les exportations. Ces dernières jouent un rôle essentiel, en effet, car elles peuvent compenser une dépression de la demande intérieure. Les entreprises tâtonnent pour ajuster leur production à la demande effective.
La demande effective n'est donc pas la demande qui a lieu effectivement (que l'on appelle la demande réelle, ou demande notionnelle). Elle est dite « effective » car elle a des effets sur le niveau de production. La demande effective n'est par conséquent pas un état, mais un processus.
Dans un climat d’incertitude et de crise, la notion prend une importance qu'elle n'a pas dans une situation de croissance. En effet, dans ce cas, les entrepreneurs pourront être prudents et préférer prendre le risque de ne pas produire autant qu'ils pourraient vendre (situation où ils subissent des manques à gagner mais pas de pertes), plutôt que celui de produire trop et de se retrouver avec des invendus (qui causeraient des pertes bien réelles). La demande effective peut donc être plus basse, ce qui aura des conséquences sur l'offre réelle de biens et d'emplois (donc : le chômage), la consommation, les revenus des travailleurs, etc..

## Postérité
La demande effective fait partie des concepts les plus marquants du keynésianisme originel. Il a été repris par les post-keynésiens, et notamment par Nicholas Kaldor. Ce dernier décompose la demande effective en trois éléments : la demande finale domestique (consommation intérieure), les exportations (consommation extérieure), et la demande intermédiaire domestique (l'investissement). Ce sont les évolutions de ces trois variables qui sont à l'origine de réactions en chaîne dans le système économique, et de l'activation de boucles de rétroaction .